# Hôpital Robert-Debré

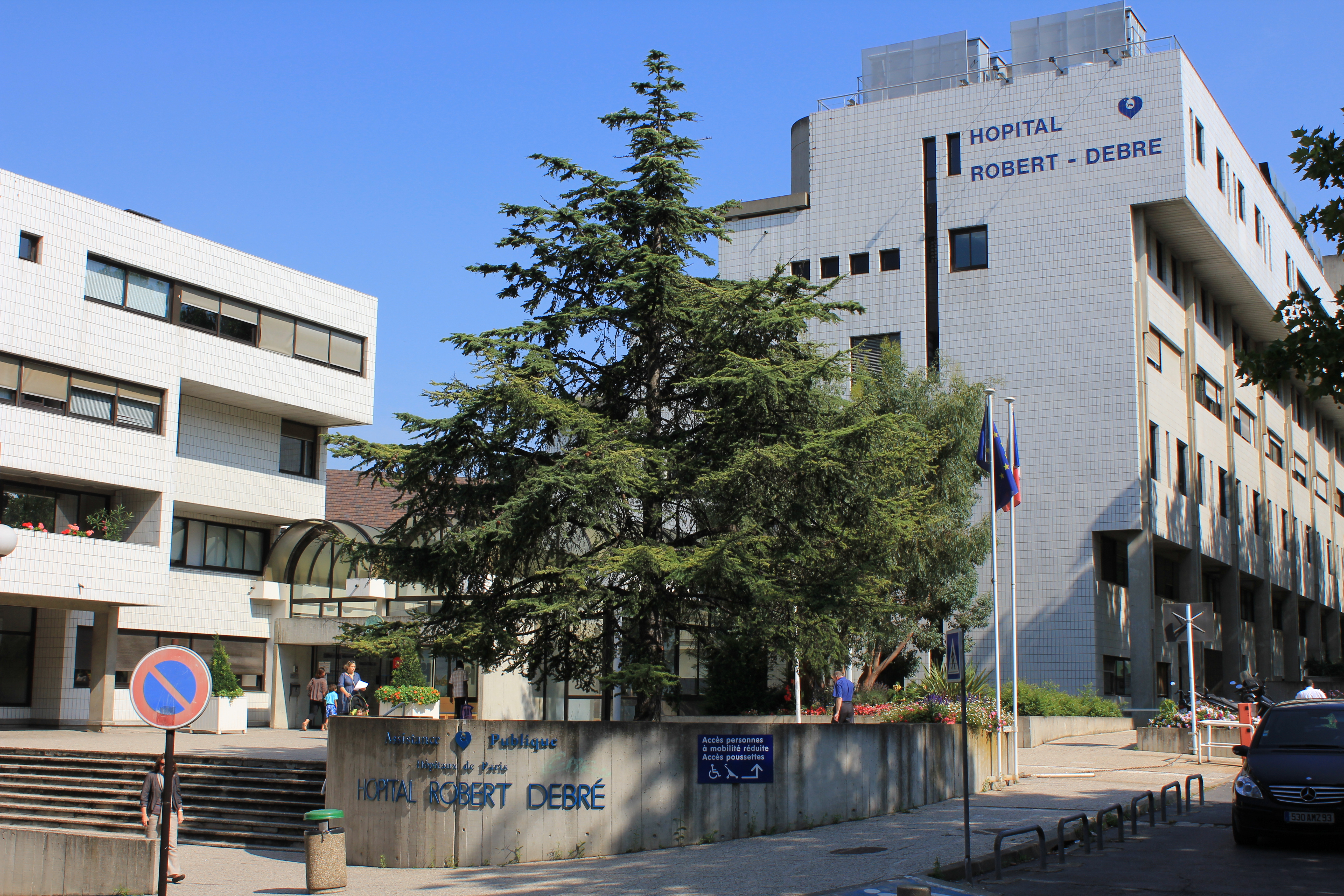
Hôpital Robert-Debré

Das Hôpital Robert-Debré ist ein Kinderkrankenhaus der Assistance publique – Hôpitaux de Paris (AP-HP) im 19. Arrondissement von Paris.
Es wurde nach dem französischen Kinderarzt Robert Debré (1882–1978) benannt und entstand durch die Fusion des Hôpital Bretonneau mit dem Hôpital Hérold. Am 21. März 1988 wurde es vom Pariser Bürgermeister Jacques Chirac eingeweiht.
Sein Zweck ist die Behandlung pädiatrischer Pathologien und seltener Kinderkrankheiten in einem universitären Krankenhaus.
Das führende pränatale Zentrum im Norden von Paris und der Region Ile-de-France gilt als größtes pädiatrisches Fachkrankenhaus in Frankreich.
2017 hatte es 475 Betten und 3000 Beschäftigte.